# 青空loop
『青空loop』（あおぞらループ）は、日本の音楽ユニット、marbleの3作目のシングルである。

## 概要
「青空loop」はテレビアニメ『キミキス pure rouge』のオープニング主題歌として書き下ろされた曲。アニメに合わせて、歌詞はキスをテーマとしたものになっている。
「clover」はサビの細かいドラミングが印象的なアップテンポの曲。
ジャケットが本人写真、アニメイラストのいずれでもない唯一のシングルでもある（2013年現在）。

## 収録曲
（全作詞：micco、編曲：菊池達也）
1. 青空loop [3:51]
作曲：micco
  - テレビアニメ『キミキス pure rouge』オープニング主題歌
  - テレ玉『アニたま』エンディング主題歌（2008年2月）
2. clover [4:02]
作曲：菊池達也
3. 青空loop（instrumental）
4. clover（instrumental）